# 維克多·A·倫迪
維克多·阿爾弗雷德·倫迪（英語：Victor Alfred Lundy，1923年2月1日—2024年11月4日），美國建築師，现代主义建筑的代表人物之一，尤為薩拉索塔建築學派的領軍人物。其代表作為佛羅里達州暖礦泉附近的溫泉汽車旅館，該建築已被列入美國國家史蹟名錄。
倫迪於1923年2月1日出生於紐約市。2013年，他90歲生日之際，獲得史密森尼学会表彰。 關於他生平與作品的紀錄片《Victor Lundy: Sculptor of Space》（空間的雕塑家：維克多·倫迪）於2014年2月25日由联邦总务署首映。
2023年2月，倫迪迎來百歲生日，並於2024年11月4日逝世，享嵩壽101歲。

## 作品列表
- 汽車教堂（Drive-In Church），佛羅里達州威尼斯，1954年。已拆除。[11]
- 大薩拉索塔商會大樓（寶塔大樓）（Greater Sarasota Chamber of Commerce, Pagoda Building），佛羅里達州薩拉索塔，1956年。[12]
- 南門社區中心（South Gate Community Center），佛羅里達州薩拉索塔，1956年。[13]
- 銀泉遊客服務中心（Silver Springs Tourist Center），佛羅里達州銀泉，1957年，今名為「維克多·倫迪遊客中心」。[14][15]
- 比嶺長老會教堂（Bee Ridge Presbyterian Church），佛羅里達州薩拉索塔，1957年。[16][14]
- 阿爾塔維斯塔小學（蝴蝶翼）（Alta Vista Elementary School, "Butterfly Wing"），佛羅里達州薩拉索塔，1957年。[17][16][14]
- 喬·巴斯保險辦公室（Joe Barth Insurance Office），佛羅里達州薩拉索塔，1957年。[12]
- 赫倫之家（Herron House），佛羅里達州威尼斯，1957年。[18]
- 沃爾德曼大樓（Waldman Building），位於美國301號公路南533號，1958年。[12]

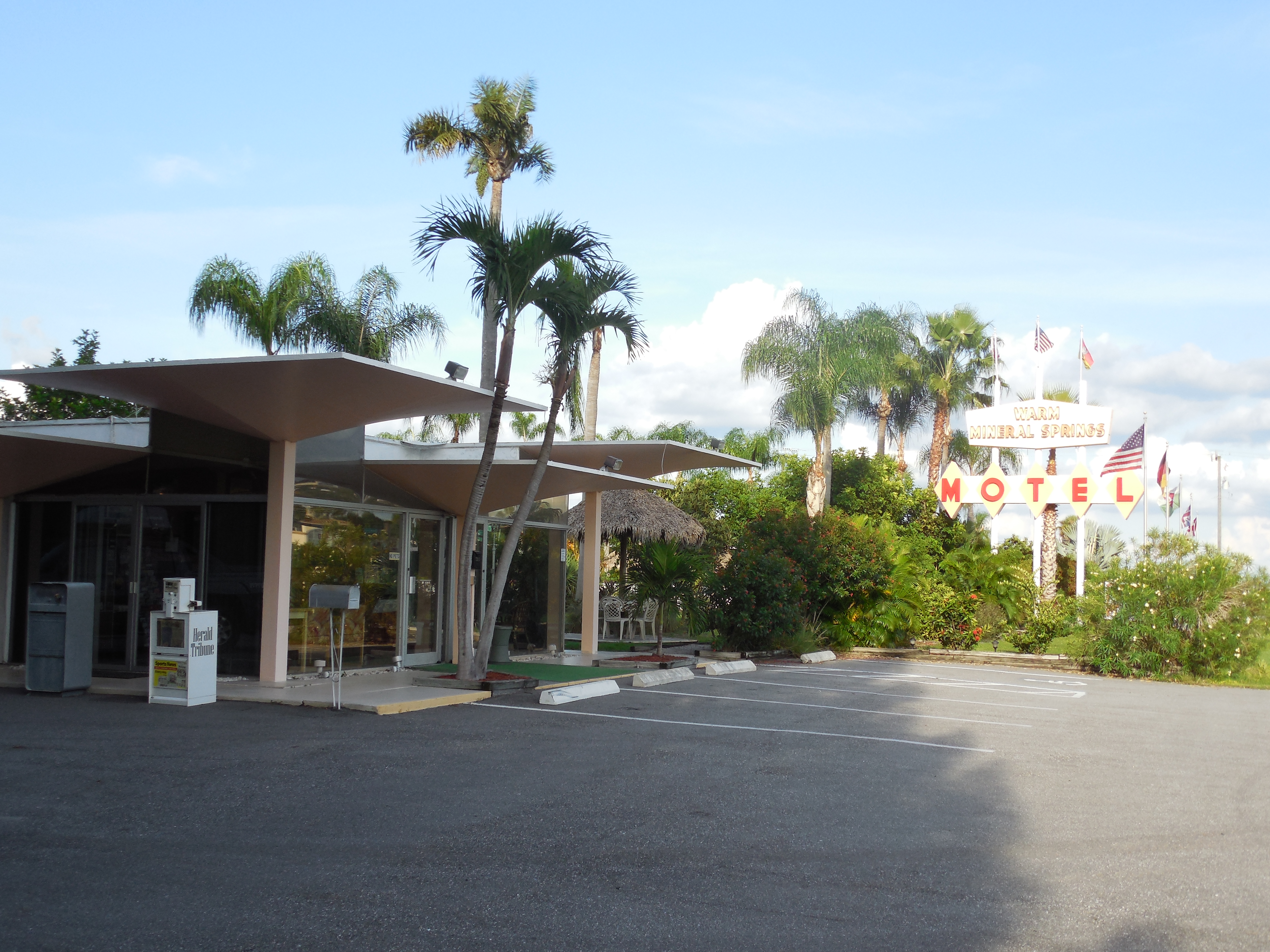
溫泉汽車旅館（英语：Warm_Mineral_Springs_Motel），佛羅里達州北港，1958年。列入國家史蹟名錄。
- 聖保羅路德教會（St. Paul’s Lutheran Church），佛羅里達州薩拉索塔：團契大廳建於1959年，[19][20]主堂落成於1969年。[21]
- 蓋洛韋家具展示中心（Galloway Furniture Showroom），佛羅里達州薩拉索塔，1959年，今為 Visionworks。[11][16]
- 第一一貫道會教堂（First Unitarian Church），康乃狄克州西港，1960年。[22]
- 美國駐斯里蘭卡可倫坡大使館（United States Embassy, Colombo），1961–1985年。已於2023年初拆除。
- 阿帕契滑雪場（英语：Ski_Apache）旅館（Ski Apache Ski Resort Lodge），新墨西哥州，1961年。[23][24]
- 希爾斯波因特小學（Hillspoint Elementary School），康乃狄克州西港，1962年。[25]
- 「泡泡亭」（Bubble Pavilions），為1964年世界博覽會設計，作為「The Brass Rail」小吃亭使用。[26]
- 哈特福德一貫道會聚會所（Unitarian Meeting House），康乃狄克州哈特福，1964年。
- IBM 花園州辦公大樓（IBM Garden State Office），新澤西州克蘭福，1965年。[11][27]
- 哈莱姆復活教會（Church of the Resurrection, Harlem），紐約市，1966年。已拆除。[11]
- 衛斯理基金會「樓中之樓」教堂（Wesley Foundation Chapel of the Upper Room），佛罗里达州立大学，1970年。已於2015年拆除。[6][28]
- 聖伯納德學校（英语：Gill St. Bernard's School）教學樓，新澤西州格萊斯頓，1970年。[6][29]
- 倫迪自宅（Lundy Residence），科羅拉多州阿斯本，1972年。[30]
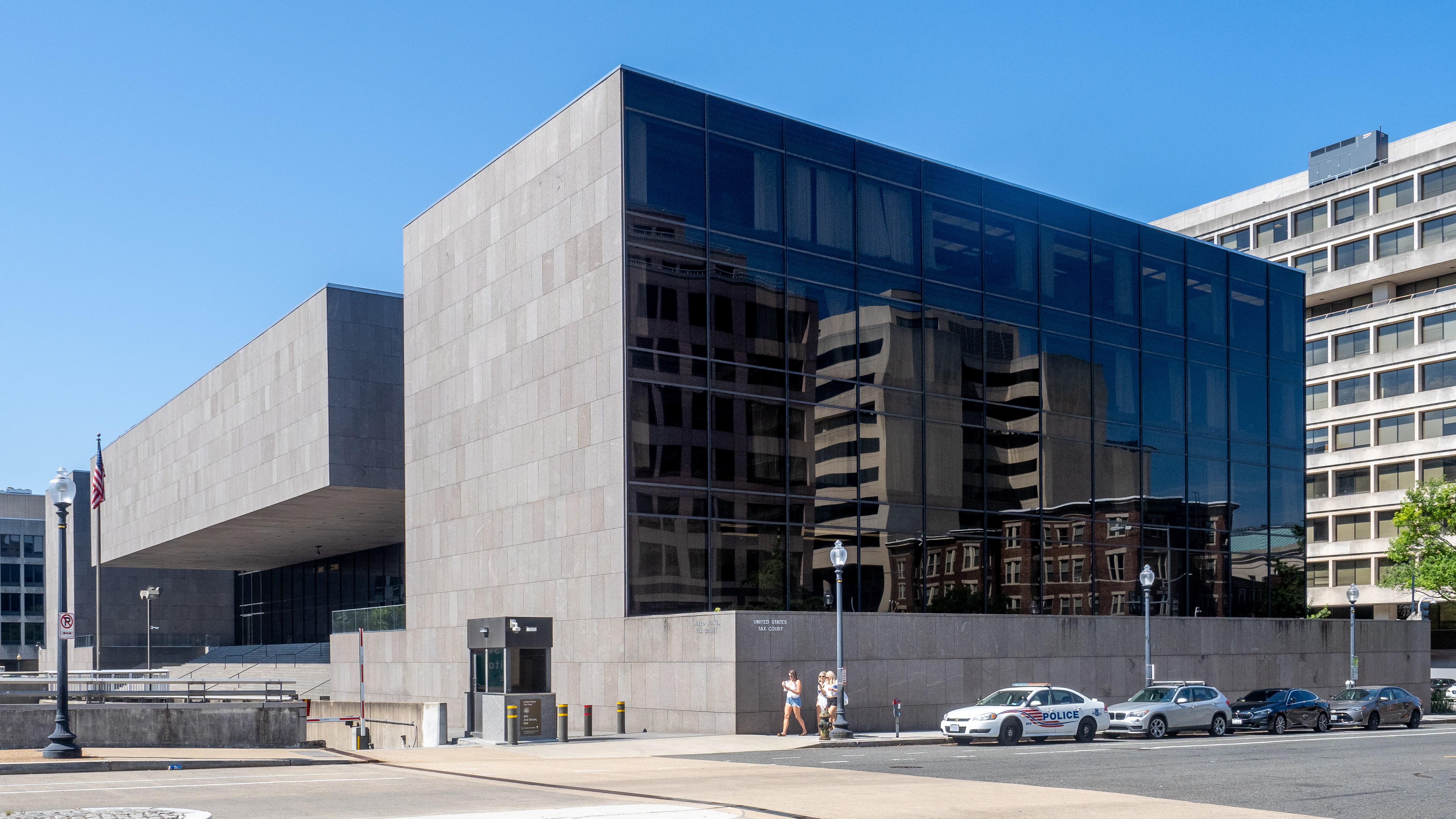
美國稅務法院大樓（英语：United_States_Tax_Court_Building），華盛頓特區，1974年竣工。
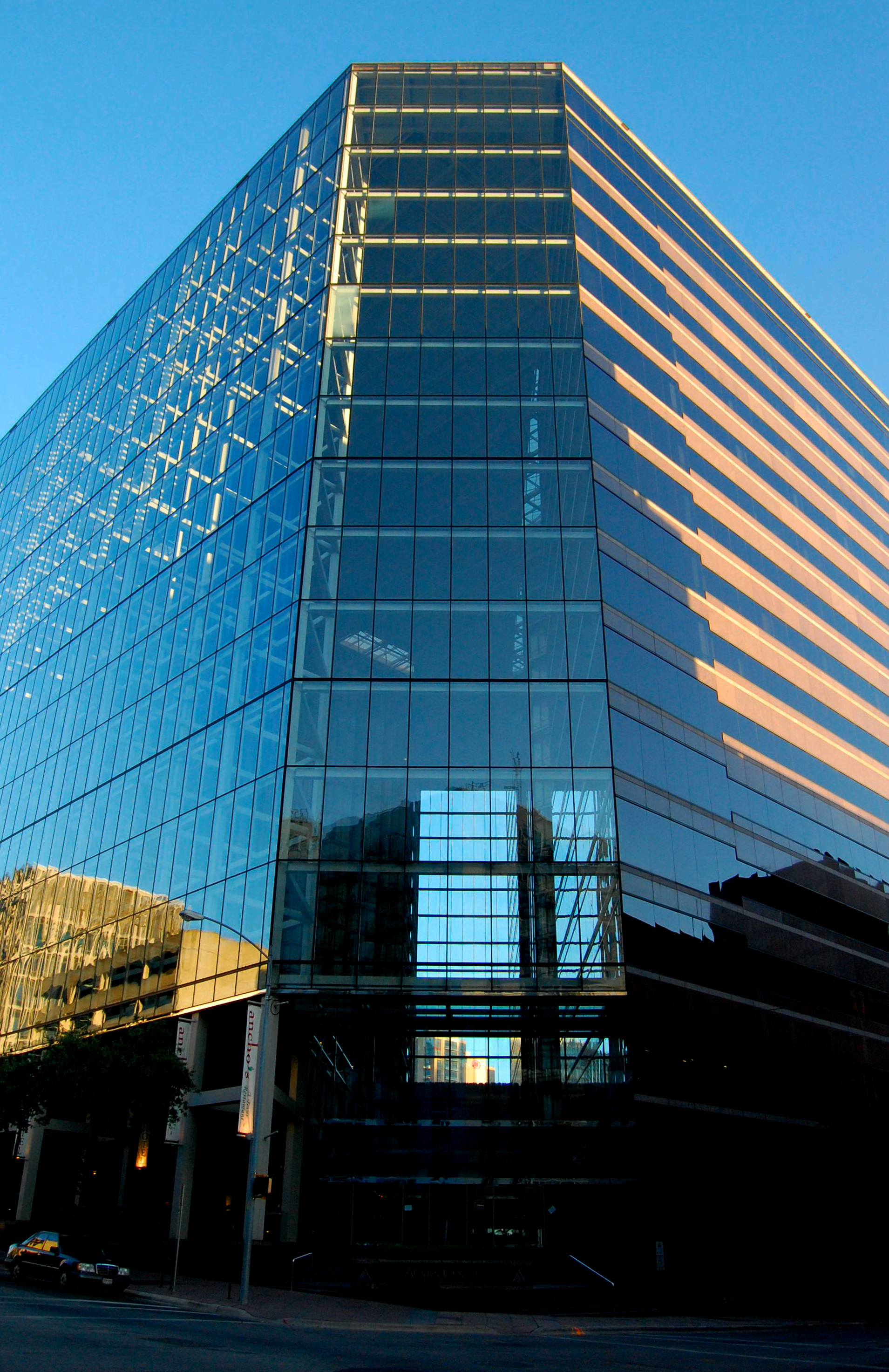
奧斯汀中心（英语：Austin Centre），德克薩斯州奧斯汀，1986年。
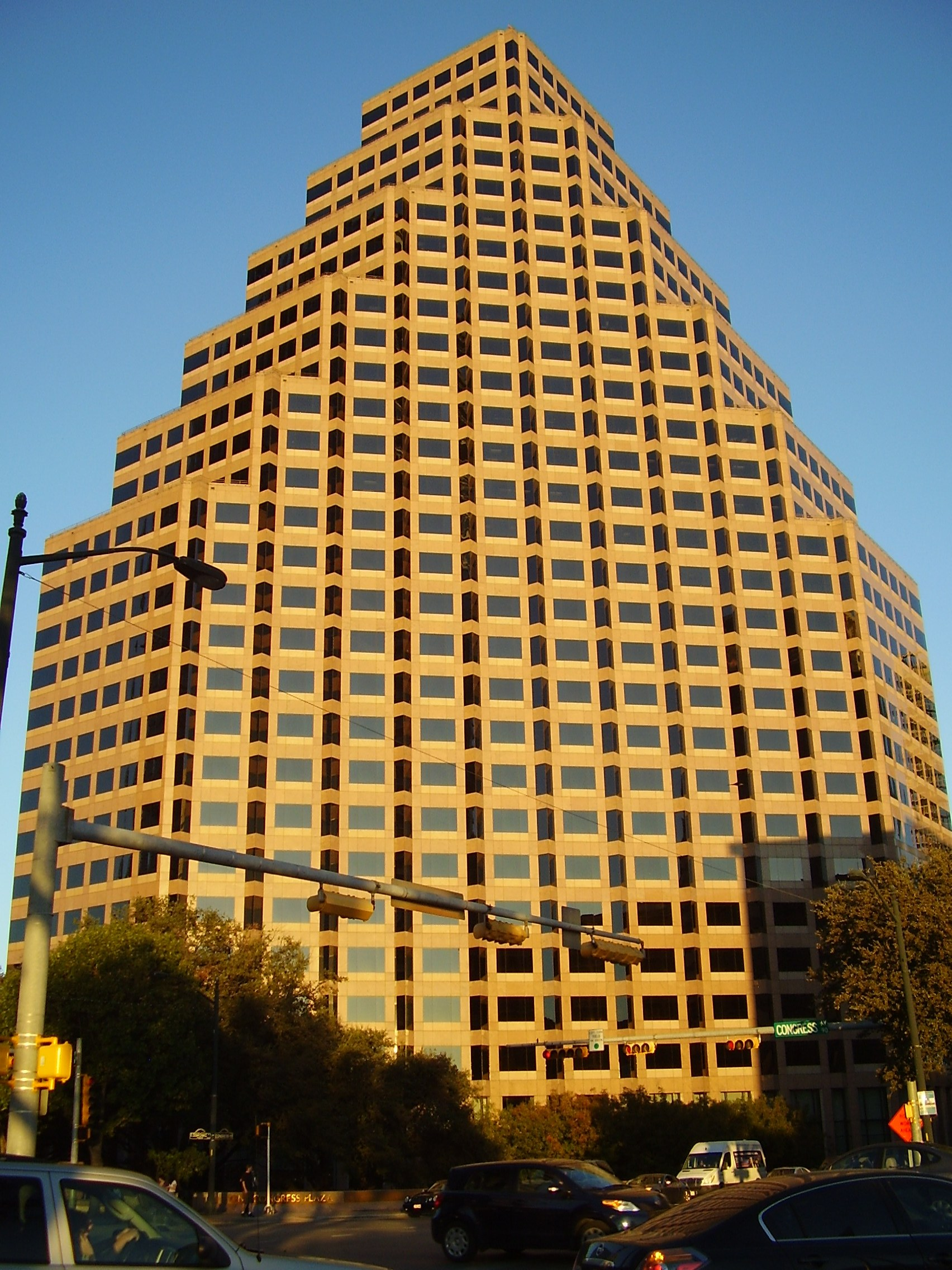
一十一國會大廈（英语：One Eleven Congress），德克薩斯州奧斯汀，1987年。

- 溫泉汽車旅館（英语：Warm_Mineral_Springs_Motel）
- 美國稅務法院大樓（英语：United_States_Tax_Court_Building）
- 奧斯汀中心（英语：Austin Centre）
- 一十一國會大廈（英语：One Eleven Congress）

## 二戰素描集
維克多·A·倫迪亦以其第二次世界大战參軍期間的素描聞名。他的戰時素描作品於2009年捐贈予美國國會圖書館。
1942年，年僅19歲的倫迪在紐約市學習建築，隨後加入陸軍專門訓練計劃。1944年，他被分配至美國陸軍第26步兵師下轄的第104步兵師，並於杰克遜堡基地受訓。同年8月27日，倫迪搭船自紐約出發，9月7日抵達法國瑟堡，展開歐洲戰場的軍旅生涯。他曾於9月短暫駐紮在諾曼第地區，並於11月前往西線前線作戰。
倫迪自1944年5月起在傑克遜堡訓練時開始繪製素描，內容涵蓋跨越大西洋航程、登陸法國以及在前線的見聞。他以鉛筆素描方式，快速紀錄訓練場景、行軍途中、士兵休息時的身影、營區帳篷、軍中福利社（PX）、紐約港、航行途中船上的情景、瑟堡港以及法國鄉村等，還包括戰友的鮮明肖像和前線的危險瞬間。總計共158幅鉛筆素描，彷彿一部可視的戰地日記。這些素描收錄於八本存世的螺旋裝小冊中，每本尺寸為3x5吋，方便放入口袋攜帶。倫迪使用黑色哈特穆特鉛芯（Hardtmuth leads），並強調素描與思考的關聯性。他曾說道：「對我而言，繪畫幾乎等同於思考。」
由倫迪素描啟發出版的相關書籍包括：
- Drawn from War: The Sketches of Sergeant Victor A. Lundy，作者理查德·歐哈拉（Richard O'Hara），收錄倫迪素描及其訪談記錄。
- Normandy 1944，由馬德里軍事歷史出版社 Desperta Ferro Ediciones 的阿爾貝托·佩雷斯·魯比奧（Alberto Pérez Rubio）撰寫。
- The English GI: World War II Graphic Memoir，改編為圖像小說，描繪與倫迪同在法國服役的英籍士兵伯納德·桑德勒（Bernard Sandler）之經歷。

### 書目
- Victor Lundy Dwell magazine（英语：Dwell magazine） August 2008
- Kacmar, Donna. Victor Lundy: Artist Architect. Princeton Architectural Press, 2018. ISBN 9781616896614

## 外部連結
- Drawings by Victor Lundy in Normandy France as a young soldier in WW2
- Solaguren-Beascoa de Corral, Félix: Motel Warm Mineral Springs, 2011, Barcelona, Grupo PAB Departamento de Projectos Arquitectónicos, 22-33 pages. ISBN 978-84-608-1181-7